# سیارک ۲۱۰۹
سیارک ۲۱۰۹ (به انگلیسی: 2109 Dhotel، نامگذاری:1950TH2) دو هزار و صد و نهمین سیارک کشف شده‌است که در ۱۳ اکتبر ۱۹۵۰ کشف شد.
قدر مطلق سیارک برابر ۱۱٫۹۱ است.